# Irish American Football League 2012
La Irish American Football League 2012 è stata la 26ª edizione del campionato irlandese di football americano di primo livello, organizzato dalla IAFL.

## Squadre partecipanti
| Club                      | Città         | Stadio | Sponsor ufficiale | Risultato nella stagione 2011 |
| ------------------------- | ------------- | ------ | ----------------- | ----------------------------- |
| Belfast Trojans           | Belfast       |        |                   |                               |
| Carrickfergus Knights     | Carrickfergus |        |                   |                               |
| Cork Admirals             | Cork          |        |                   |                               |
| Craigavon Cowboys         | Portadown     |        |                   |                               |
| Dublin Dragons            | Dublino       |        |                   |                               |
| Dublin Rebels             | Dublino       |        |                   |                               |
| Trinity College           | Dublino       |        |                   |                               |
| Tullamore Phoenix         | Tullamore     |        |                   |                               |
| UL Vikings                | Limerick      |        |                   |                               |
| University College Dublin | Dublino       |        |                   |                               |
| West Dublin Rhinos        | Dublino       |        |                   |                               |

## Stagione regolare

### Calendario

#### 1ª giornata
| Limerick 26 febbraio 2012 | UL Vikings | 55 – 8 | Trinity College | UL Sports Grounds |

#### 2ª giornata
| Belfield 4 marzo 2012 | University College Dublin | 8 – 13 | Carrickfergus Knights | UCD Bowl |

| Santry 4 marzo 2012 | Dublin Rebels | 20 – 6 | Cork Admirals | Sportslink |

| Tullamore 4 marzo 2012 | Tullamore Phoenix | 19 – 0 | Dublin Dragons | Spollanstown |

#### 3ª giornata
| 11 marzo 2012 | West Dublin Rhinos | 38 – 0 | Tullamore Phoenix |  |

| 11 marzo 2012 | Craigavon Cowboys | 12 – 31 | Belfast Trojans |  |

| Santry 11 marzo 2012 | Trinity College | 18 – 52 | Dublin Rebels | Trinity Sports Grounds |

#### 4ª giornata
| Bishopstown 18 marzo 2012 | Cork Admirals | 6 – 16 | University College Dublin | CIT |

| Santry 18 marzo 2012 | Trinity College | 19 – 16 | Carrickfergus Knights | Trinity Sports Grounds |

| Limerick 18 marzo 2012 | UL Vikings | 43 – 0 | Craigavon Cowboys | UL Sports Grounds |

#### 5ª giornata
| Toberbunny 25 marzo 2012 | Dublin Dragons | 2 – 36 | Cork Admirals | ALSAA Sports Centre |

| 25 marzo 2012 | West Dublin Rhinos | 20 – 24 | Belfast Trojans |  |

| Santry 25 marzo 2012 | Dublin Rebels | 34 – 0 | University College Dublin | Sportslink |

#### 6ª giornata
| Toberbunny 1º aprile 2012 | Dublin Dragons | 0 – 70 | Trinity College | ALSAA Sports Centre |

| Tullamore 1º aprile 2012 | Tullamore Phoenix | 14 – 26 | Craigavon Cowboys | Spollanstown |

| Carrickfergus 1º aprile 2012 | Carrickfergus Knights | 13 – 55 | UL Vikings | Carrickfergus RFC |

#### 7ª giornata
| Belfield 15 aprile 2012 | University College Dublin | 50 – 0 | Tullamore Phoenix | UCD Bowl |

| Belfast 15 aprile 2012 | Belfast Trojans | 53 – 0 | Dublin Dragons | Shorts Sports & Recreation Club |

| 15 aprile 2012 | Craigavon Cowboys | 12 – 27 | Carrickfergus Knights |  |

| Santry 15 aprile 2012 | Dublin Rebels | 12 – 7 | West Dublin Rhinos | Sportslink |

#### 8ª giornata
| Belfield 22 aprile 2012 | University College Dublin | 16 – 38 | UL Vikings | UCD Bowl |

| Cork 22 aprile 2012 | Cork Admirals | 26 – 0 | West Dublin Rhinos | CIT |

| Santry 22 aprile 2012 | Trinity College | 35 – 0 | Tullamore Phoenix | Trinity Sports Grounds |

#### 9ª giornata
| Santry 27 aprile 2012 | Trinity College | 22 – 8 | University College Dublin | Trinity Sports Grounds |

| Belfast 29 aprile 2012 | Belfast Trojans | 48 – 12 | Craigavon Cowboys | Shorts Sports & Recreation Club |

| Carrickfergus 29 aprile 2012 | Carrickfergus Knights | 34 – 40 | Dublin Rebels | Carrickfergus RFC |

| Limerick 29 aprile 2012 | UL Vikings | 34 – 0 | Cork Admirals | UL Sports Grounds |

#### 10ª giornata
| Toberbunny 6 maggio 2012 | Dublin Dragons | 6 – 8 | West Dublin Rhinos | ALSAA Sports Centre |

| Belfast 6 maggio 2012 | Belfast Trojans | 30 – 0 | Tullamore Phoenix | Shorts Sports & Recreation Club |

#### 11ª giornata
| Cork 13 maggio 2012 | Cork Admirals | 20 – 16 | Carrickfergus Knights | CIT |

| 13 maggio 2012 | Craigavon Cowboys | 76 – 0 | Dublin Dragons |  |

| Limerick 13 maggio 2012 | UL Vikings | 29 – 0 | Dublin Rebels | UL Sports Grounds |

#### 12ª giornata
| Carrickfergus 20 maggio 2012 | Carrickfergus Knights | 0 – 43 | Belfast Trojans | Carrickfergus RFC |

| 20 maggio 2012 | Craigavon Cowboys | 14 – 22 | University College Dublin |  |

| 20 maggio 2012 | West Dublin Rhinos | 13 – 34 | Trinity College |  |

#### 13ª giornata
| Toberbunny 27 maggio 2012 | Dublin Dragons | 0 – 61 | UL Vikings | ALSAA Sports Centre |

| Bishopstown 27 maggio 2012 | Cork Admirals | 19 – 42 | Trinity College | CIT |

| Tullamore 27 maggio 2012 | Tullamore Phoenix | 0 – 20 | Dublin Rebels | Spollanstown |

#### 14ª giornata
| 3 giugno 2012 | West Dublin Rhinos | 13 – 6 | Craigavon Cowboys |  |

| Belfast 3 giugno 2012 | Belfast Trojans | 54 – 0 | Cork Admirals | Shorts Sports & Recreation Club |

| Tullamore 3 giugno 2012 | Tullamore Phoenix | 0 – 62 | UL Vikings | Spollanstown |

#### 15ª giornata
| Carrickfergus 10 giugno 2012 | Carrickfergus Knights | 3 – 7 | West Dublin Rhinos | Carrickfergus RFC |

| Belfield 10 giugno 2012 | University College Dublin | 74 – 0 | Dublin Dragons | UCD Bowl |

| Santry 10 giugno 2012 | Dublin Rebels | 20 – 27 | Belfast Trojans | Sportslink |

### Classifica
Le classifiche della regular season sono le seguenti.
- PCT = percentuale di vittorie, G = partite giocate, V = partite vinte,  P = partite perse, PF = punti fatti, PS = punti subiti

#### North
| Pos. | Squadra               | PCT   | G | V | N | P | PF  | PS  |
| ---- | --------------------- | ----- | - | - | - | - | --- | --- |
| 1    | Belfast Trojans       | 1.000 | 8 | 8 | 0 | 0 | 308 | 64  |
| 2    | West Dublin Rhinos    | .500  | 8 | 4 | 0 | 4 | 106 | 111 |
| 3    | Carrickfergus Knights | .250  | 8 | 2 | 0 | 6 | 122 | 204 |
| 4    | Craigavon Cowboys     | .250  | 8 | 2 | 0 | 6 | 158 | 192 |
| 5    | Dublin Dragons        | .000  | 8 | 0 | 0 | 8 | 8   | 395 |

#### South
| Pos. | Squadra                   | PCT   | G | V | N | P | PF  | PS  |
| ---- | ------------------------- | ----- | - | - | - | - | --- | --- |
| 1    | UL Vikings                | 1.000 | 8 | 8 | 0 | 0 | 371 | 37  |
| 2    | Dublin Rebels             | .750  | 8 | 6 | 0 | 2 | 198 | 121 |
| 3    | Trinity College           | .750  | 8 | 6 | 0 | 2 | 248 | 163 |
| 4    | University College Dublin | .500  | 8 | 4 | 0 | 4 | 192 | 127 |
| 5    | Cork Admirals             | .375  | 8 | 3 | 0 | 5 | 113 | 182 |
| 6    | Tullamore Phoenix         | .125  | 8 | 1 | 0 | 7 | 33  | 261 |

## Playoff

### Tabellone
|  | Wild Card | Wild Card             | Wild Card  |                       |                 | Semifinali      | Semifinali      | Semifinali |  |  | XXVI Shamrock Bowl | XXVI Shamrock Bowl | XXVI Shamrock Bowl |  |
|  |           |                       |            |                       |                 |                 |                 |            |  |  |                    |                    |                    |  |
|  |           |                       |            |                       |                 | 1N              | Belfast Trojans | 66         |  |  |                    |                    |                    |  |
|  |           |                       |            |                       |                 | 1N              | Belfast Trojans | 66         |  |  |                    |                    |                    |  |
|  |           |                       |            | Dublin Rebels         | 38              |                 |                 |            |  |  |                    |                    |                    |  |
|  | 2S        | Dublin Rebels         | 28         | Dublin Rebels         | 38              |                 |                 |            |  |  |                    |                    |                    |  |
|  | 2S        | Dublin Rebels         | 28         |                       |                 |                 |                 |            |  |  |                    |                    |                    |  |
|  | 3S        | Trinity College       | 6          |                       |                 |                 |                 |            |  |  |                    |                    |                    |  |
|  | 3S        | Trinity College       | 6          |                       | Belfast Trojans | Belfast Trojans | 16              |            |  |  |                    |                    |                    |  |
|  |           |                       |            |                       |                 |                 |                 |            |  |  |                    |                    |                    |  |
|  |           |                       | UL Vikings | UL Vikings            | 14              |                 |                 |            |  |  |                    |                    |                    |  |
|  |           |                       |            | UL Vikings            | 14              |                 |                 |            |  |  |                    |                    |                    |  |
|  |           |                       |            |                       |                 |                 |                 |            |  |  |                    |                    |                    |  |
|  |           |                       |            |                       |                 |                 |                 |            |  |  |                    |                    |                    |  |
|  |           | 1S                    | UL Vikings | 63                    |                 |                 |                 |            |  |  |                    |                    |                    |  |
|  |           |                       |            | 63                    |                 |                 |                 |            |  |  |                    |                    |                    |  |
|  |           |                       |            | Carrickfergus Knights | 6               |                 |                 |            |  |  |                    |                    |                    |  |
|  | 2N        | West Dublin Rhinos    | 2          | Carrickfergus Knights | 6               |                 |                 |            |  |  |                    |                    |                    |  |
|  | 2N        | West Dublin Rhinos    | 2          |                       |                 |                 |                 |            |  |  |                    |                    |                    |  |
|  | 3N        | Carrickfergus Knights | 7          |                       |                 |                 |                 |            |  |  |                    |                    |                    |  |

### Wild Card
| Santry 17 giugno 2012, ore 14:00 | Dublin Rebels | 28 – 6 | Trinity College | Sportslink |

| Castleknock 24 giugno 2012, ore 14:00 | West Dublin Rhinos | 2 – 7 | Carrickfergus Knights | Castleknock College |

### Semifinali
| Belfast 1º luglio 2012, ore 14:00 | Belfast Trojans | 66 – 38 | Dublin Rebels | Shorts Sports & Recreation Club |

| Limerick 1º luglio 2012, ore 14:00 | UL Vikings | 63 – 3 | Carrickfergus Knights | UL Sports Grounds |

### XXVI Shamrock Bowl
| Tallaght 14 luglio 2012, ore 16:00 | Belfast Trojans | 16 – 14 | UL Vikings | Tallaght Stadium |

## Verdetti
- Belfast Trojans Campioni dell'Irlanda 2012